# Polska na Mistrzostwach Świata w Lekkoatletyce 1987
Polska na Mistrzostwach Świata w Lekkoatletyce 1987 – reprezentacja Polski podczas czempionatu w Rzymie nie zdobyła żadnego medalu. To jedyny taki przypadek w historii występów Polaków na mistrzostwach świata. W klasyfikacji punktowej polska kadra również zajęła najniższą pozycję w dotychczasowych występach - ex aequo 20.

## Rezultaty

### Mężczyźni
- Bieg na 800 m
  - Ryszard Ostrowski zajął 4. miejsce
- Bieg na 3000 m z przeszkodami
  - Bogusław Mamiński odpadł w półfinale
  - Mirosław Żerkowski nie ukończył biegu
- Bieg na 110 m przez płotki
  - Krzysztof Płatek odpadł w półfinale
- Skok wzwyż
  - Krzysztof Krawczyk zajął 10.-11. miejsce
- Skok o tyczce
  - Marian Kolasa zajął 4. miejsce
  - Mirosław Chmara odpadł w eliminacjach
- Skok w dal
  - Stanisław Jaskułka odpadł w eliminacjach
- Trójskok
  - Jacek Pastusiński zajął 5. miejsce
  - Zdzisław Hoffmann zajął 12. miejsce
- Pchnięcie kulą
  - Helmut Krieger zajął 12. miejsce
- Rzut dyskiem
  - Dariusz Juzyszyn odpadł w eliminacjach
- Rzut oszczepem
  - Mirosław Witek odpadł w eliminacjach
- Chód na 50 km
  - Grzegorz Ledzion nie ukończył konkurencji (dyskwalifikacja)

### Kobiety
- Bieg na 200 m
  - Ewa Kasprzyk zajęła 7. miejsce
- Bieg na 400 m przez płotki
  - Genowefa Błaszak odpadła w eliminacjach (dyskwalifikacja)
- Maraton
  - Renata Kokowska nie ukończyła biegu